# Măgura (gmina Perieți)
Măgura – wieś w Rumunii, w okręgu Aluta, w gminie Perieți. W 2011 roku liczyła 655 mieszkańców.